# یوسوی، کاگوشیما
یوسوی، کاگوشیما (به لاتین: Yūsui, Kagoshima) یک منطقهٔ مسکونی در ژاپن است که در Aira District واقع شده‌است. یوسوی  ۱۲٬۲۲۰ نفر جمعیت دارد.